# Tai no henkō
Tai no henkō (jap. 体の変更) ist Japanisch und bedeutet frei übersetzt „Umkehrung der Körperstellung“. Dazu gehören Irimi (direktes Eintreten) und Tenkan (indirektes Eintreten). Tai no henkō ist auch bekannt als Tai no tenkan oder Tenkan waza. Tai no henkō ist eine der wichtigsten Grundformen vieler Aikidō-Techniken und wird beim Training regelmäßig wiederholt. Mit Irimi tritt der Tori in den Angriff des Uke ein, dabei treffen die Energien von Tori und Uke nicht durch einen Block aufeinander, sondern verschmelzen bzw. harmonisieren sich. Über diese Verschmelzung kann die nächste Bewegung Tenkan ausgeführt werden. Hierbei werden die verschmolzenen (gebündelten) Energien vom Tori weitergeleitet, so dass der Angreifer Uke mit der gesamten gebündelten Energie am Tori vorbeigeführt wird. Dabei hat nun der Tori seine Körperstellung genau entgegengesetzt zum Ursprung (180°) geändert.
Tai no henkō bzw. Tai no tenkan ist eine grundlegende Basisübung im Aikidō, da bei der Ausführung dieser Bewegung wesentliche Elemente und Grundgedanken des Aikido (sanftes Aufnehmen und Weiterleiten der Angriffsenergie) unmittelbar sicht- und spürbar werden.

## Ausführung
Der Angreifer (Uke) umfasst mit der rechten Hand das linke Handgelenk des Übenden (Tori), oder seitenverkehrt mit der linken Hand das rechte Handgelenk. Die Partner stehen in der Position gyaku hanmi (spiegelsymmetrisch).
Der Griff ist dabei so zu setzen, dass die Hand das Handgelenk (fest) umschließt (Katate dori) und während der Technik geschlossen bleibt, um den Kontakt zwischen Tori und Uke aufrechtzuerhalten. Der Grund liegt im Ursprung der Aikido-Techniken. Diese stammen aus dem japanischen Schwertkampf (Ken-jutsu). Das lockere Umgreifen des eigenen Schwertes (Katana) ist dabei lebensbedrohlich, da das Schwert bereits mit einem leichten Schlag aus der Hand geschlagen werden kann. Zudem wird das Katana des Gegners durch den Kontakt der Klingen kontrolliert. Ein zentrales Element der Übung besteht darin, dass die Qualität dieses Griffs bei der Folgebewegung des Übenden beibehalten wird. 
Abfolge: Der Übende bewegt den eigenen Körper mit einem gleitenden Vorwärtsschritt („mae ashi Irimi“ bzw. „tsugi ashi“) auf die festgehaltene Hand zu und dreht mit Tenkan unmittelbar bei Erreichen dieses Punktes den eigenen Körper auf dem vorderen Fuß um 180°. Es blicken nun beide in dieselbe Richtung. Der Übende richtet seinen Blick in den fernen Raum. Er hält dabei den Körper weitgehend aufrecht, zentriert im eigenen Schwerpunkt. Die Stellung beider Arme wird mit geöffneten Handflächen nach oben locker gehalten. Der Drehpunkt befindet sich bei Tai no henkō im Bereich des Handgelenkes, welches der Partner gegriffen hat. Durch diese Bewegung kommt der Angreifer, vorausgesetzt er will seine Hand weiterhin fest geschlossen halten („Aufrechterhaltung des Angriffs“), in seiner Position und Körperhaltung nach unten in eine sehr unvorteilhafte Stellung. 
Tai no henkō hat dabei zum einen das Ziel, dass sich die geübte Körperdrehung mit der Angriffsenergie synchronisiert. Zum anderen übt der zugreifende Partner mit dem Beibehalten der geschlossenen Hand das Akzeptieren dieser Bewegung. 